# Adolf Koxeder
Adolf Koxeder (Innsbruck, 9 ottobre 1934) è un ex bobbista austriaco, medaglia d'argento olimpica a Innsbruck 1964 nel bob a quattro.

## Biografia
Attivo negli anni sessanta come frenatore per la squadra nazionale austriaca, ha gareggiato principalmente negli equipaggi pilotati da Erwin Thaler, con il quale ha ottenuto tutti i suoi più importanti successi. 
Ha partecipato ai Giochi olimpici invernali di a Innsbruck 1964, dove vinse la medaglia d'argento nel bob a quattro con Erwin Thaler, Reinhold Durnthaler e Josef Nairz.
Prese inoltre parte ad almeno una edizione dei campionati mondiali, conquistando la medaglia di bronzo nel bob a quattro a Igls 1963 con Erwin Thaler, Reinhold Durnthaler e Josef Nairz.
Agli europei ha invece conquistato tre medaglie: due d'oro, ottenute bob a due a Igls 1967 e a Breuil-Cervinia 1969, e una d'argento, colta nel bob a quattro a Igls 1967.
Nel 1996 venne inoltre insignito della Medaglia d'Argento al Merito della Repubblica Austriaca.

## Palmarès

### Olimpiadi
- 1 medaglia:
  - 1 argento (bob a quattro a Innsbruck 1964).

### Mondiali
- 1 medaglia:
  - 1 bronzo (bob a quattro a Igls 1963).

### Europei
- 3 medaglie:
  - 2 ori (bob a due a Igls 1967; bob a due a Breuil-Cervinia 1969);
  - 1 argento (bob a quattro a Igls 1967).